# Starboy: Legend of the Fall Tour
Lo Starboy: Legend of the Fall Tour è stato il terzo tour musicale del cantante canadese The Weeknd, a supporto del terzo album in studio Starboy (2016).

## Scaletta
Questa scaletta rappresenta quella del concerto del 13 marzo 2017 a Birmingham. Non è, pertanto, rappresentativa per tutti gli spettacoli del tour.
1. All I Know (contiene elementi di The Birds)
2. Party Monster
3. Reminder
4. Six Feet Under
5. Low Life / Might Not
6. Often
7. Acquainted
8. Ordinary Life / Stargirl Interlude
9. Starboy
10. Nothing Without You
11. Rockin'
12. Secrets / Can't Feel My Face
13. In the Night
14. Earned It
15. Wicked Games
16. High for This
17. The Morning
18. Sidewalks
19. Crew Love
20. Die for You
21. I Feel It Coming
22. False Alarm
23. Glass Table Girls
24. The Hills

## Artisti d'apertura
La seguente lista rappresenta il numero correlato agli artisti d'apertura nella tabella delle date del tour.
- Lil Uzi Vert = 1
- Bryson Tiller = 2
- Rae Sremmurd = 3
- Belly = 4
- 6lack = 5
- Gucci Mane = 6
- Nav = 7
- French Montana = 8

## Date del tour
| Datta             | Città             | Stato         | Luogo                             | Artisti d'apertura | Biglietti venduti / Biglietti disponibili | Incasso     |
| Europa            | Europa            | Europa        | Europa                            | Europa             | Europa                                    | Europa      |
| ----------------- | ----------------- | ------------- | --------------------------------- | ------------------ | ----------------------------------------- | ----------- |
| 17 febbraio 2017  | Stoccolma         | Svezia        | Ericsson Globe                    | 1                  | N.D.                                      | N.D.        |
| 19 febbraio 2017  | Oslo              | Norvegia      | Oslo Spektrum                     | 1                  | N.D.                                      | N.D.        |
| 20 febbraio 2017  | Copenaghen        | Danimarca     | Royal Arena                       | 1                  | N.D.                                      | N.D.        |
| 24 febbraio 2017  | Amsterdam         | Paesi Bassi   | Ziggo Dome                        | 1 ; 2              | N.D.                                      | N.D.        |
| 26 febbraio 2017  | Zurigo            | Svizzera      | Hallenstadion                     | 1 ; 2              | 13.873 / 13.873                           | $1.008.470  |
| 28 febbraio 2017  | Parigi            | Francia       | AccorHotels Arena                 | 1 ; 2              | N.D.                                      | N.D.        |
| 2 marzo 2017      | Colonia           | Germania      | Lanxess Arena                     | 1 ; 2              | N.D.                                      | N.D.        |
| 3 marzo 2017      | Anversa           | Belgio        | Sportpaleis                       | 1 ; 2              | 20.831 / 21.378                           | $914.547    |
| 5 marzo 2017      | Manchester        | Regno Unito   | Manchester Arena                  | 1 ; 2              | 16.100 / 16.100                           | $744.005    |
| 7 marzo 2017      | Londra            | Regno Unito   | The O2 Arena                      | 1 ; 2              | 34.637 / 36.094                           | $1.807.250  |
| 8 marzo 2017      | Londra            | Regno Unito   | The O2 Arena                      | 1 ; 2              | 34.637 / 36.094                           | $1.807.250  |
| 10 marzo 2017     | Glasgow           | Regno Unito   | The SSE Hydro                     | 1 ; 2              | 12.263 / 12.263                           | $553.377    |
| 11 marzo 2017     | Newcastle         | Regno Unito   | Metro Radio Arena                 | 1 ; 2              | N.D.                                      | N.D.        |
| 13 marzo 2017     | Birmingham        | Regno Unito   | Barclaycard Arena                 | 1 ; 2              | N.D.                                      | N.D.        |
| 14 marzo 2017     | Leeds             | Regno Unito   | First Direct Arena                | 1 ; 2              | N.D.                                      | N.D.        |
| Sud America       |                   |               |                                   |                    |                                           |             |
| 23 marzo 2017     | Bogotà            | Colombia      | Parque Deportivo 222              | N.D.               | N.D.                                      | N.D.        |
| 26 marzo 2017     | San Paolo         | Brasile       | Autódromo José Carlos Pace        | N.D.               | N.D.                                      | N.D.        |
| 1º aprile 2017    | Buenos Aires      | Argentina     | Hipódromo de San Isidro           | N.D.               | N.D.                                      | N.D.        |
| 2 aprile 2017     | Santiago del Cile | Cile          | Parque O'Higgins                  | N.D.               | N.D.                                      | N.D.        |
| Nord America      |                   |               |                                   |                    |                                           |             |
| 25 aprile 2017    | Vancouver         | Canada        | Rogers Arena                      | 3 ; 4 ; 5          | 15.856 / 15.856                           | $1.554.350  |
| 26 aprile 2017    | Seattle           | Stati Uniti   | KeyArena                          | 3 ; 4 ; 5          | 13.404 / 13.713                           | $1.096.415  |
| 28 aprile 2017    | San Jose          | Stati Uniti   | SAP Center                        | 3 ; 4 ; 5          | 15.399 / 15.822                           | $1.551.572  |
| 29 aprile 2017    | Inglewood         | Stati Uniti   | The Forum                         | 3 ; 4 ; 5          | 32.347 / 32.347                           | $3.372.209  |
| 30 aprile 2017    | Inglewood         | Stati Uniti   | The Forum                         | 3 ; 4 ; 5          | 32.347 / 32.347                           | $3.372.209  |
| 2 maggio 2017     | Phoenix           | Stati Uniti   | Talking Stick Resort Arena        | 3 ; 4 ; 5          | 14.967 / 16.128                           | $1.094.045  |
| 4 maggio 2017     | Dallas            | Stati Uniti   | American Airlines Center          | 3 ; 4 ; 5          | 15.889 / 15.889                           | $1.613.233  |
| 6 maggio 2017     | Houston           | Stati Uniti   | Toyota Center                     | 3 ; 4 ; 5          | 13.945 / 13.945                           | $1.596.519  |
| 9 maggio 2017     | New Orleans       | Stati Uniti   | Smoothie King Center              | 3 ; 4 ; 5          | 10.872 / 11.450                           | $829.844    |
| 11 maggio 2017    | Sunrise           | Stati Uniti   | BB&T Center                       | 3 ; 4 ; 5          | 16.144 / 16.802                           | $1.327.407  |
| 12 maggio 2017    | Tampa             | Stati Uniti   | Amalie Arena                      | 3 ; 4 ; 5          | 14.563 / 14.924                           | $1.055.378  |
| 13 maggio 2017    | Atlanta           | Stati Uniti   | Philips Arena                     | 3 ; 4 ; 5          | 15.087 / 15.087                           | $1.372.065  |
| 17 maggio 2017    | Charlotte         | Stati Uniti   | Spectrum Center                   | 3 ; 4 ; 5          | 12.497 / 13.069                           | $943.458    |
| 18 maggio 2017    | Washington, D.C.  | Stati Uniti   | Capital One Arena                 | 3 ; 4 ; 5          | 14.174 / 14.174                           | $1.404.912  |
| 19 maggio 2017    | Atlantic City     | Stati Uniti   | Boardwalk Hall                    | 3 ; 4 ; 5          | 11.717 / 11.717                           | $1.176.090  |
| 23 maggio 2017    | Rosemont          | Stati Uniti   | Allstate Arena                    | 3 ; 4 ; 5          | 13.898 / 14.379                           | $1.408.931  |
| 24 maggio 2017    | Auburn Hills      | Stati Uniti   | The Palace of Auburn Hills        | 3 ; 4 ; 5          | 13.431 / 13.788                           | $1.172.126  |
| 26 maggio 2017    | Toronto           | Canada        | Air Canada Centre                 | 3 ; 4 ; 5          | 30.243 / 30.243                           | $2.661.390  |
| 27 maggio 2017    | Toronto           | Canada        | Air Canada Centre                 | 3 ; 4 ; 5          | 30.243 / 30.243                           | $2.661.390  |
| 28 maggio 2017    | Ottawa            | Canada        | Canadian Tire Centre              | 3 ; 4 ; 5          | N.D.                                      | N.D.        |
| 30 maggio 2017    | Montréal          | Canada        | Bell Centre                       | 3 ; 4 ; 5          | 16.203 / 17.611                           | $1.439.140  |
| 2 giugno 2017     | Uncasville        | Stati Uniti   | Mohegan Sun Arena                 | 3 ; 4 ; 5          | 7.455 / 7.813                             | $951.423    |
| 3 giugno 2017     | Uniondale         | Stati Uniti   | Nassau Veterans Memorial Coliseum | 3 ; 4 ; 5          | 9.907 / 9.907                             | $989.067    |
| 4 giugno 2017     | Newark            | Stati Uniti   | Prudential Center                 | 3 ; 4 ; 5          | 12.548 / 12.548                           | $1.274.769  |
| 6 giugno 2017     | New York          | Stati Uniti   | Barclays Center                   | 3 ; 4 ; 5          | 27.862 / 29.452                           | $2.866.237  |
| 7 giugno 2017     | New York          | Stati Uniti   | Barclays Center                   | 3 ; 4 ; 5          | 27.862 / 29.452                           | $2.866.237  |
| 9 giugno 2017     | Cincinnati        | Stati Uniti   | U.S. Bank Arena                   | 3 ; 4 ; 5          | 12.855 / 13.264                           | $1.042.569  |
| 6 settembre 2017  | University Park   | Stati Uniti   | Bryce Jordan Center               | 6 ; 7              | 9.434 / 9.988                             | $620.364    |
| 9 settembre 2017  | Toronto           | Canada        | Air Canada Centre                 | 7 ; 8              | 15.652 / 15.652                           | $1.579.990  |
| 12 settembre 2017 | Boston            | Stati Uniti   | TD Garden                         | 6 ; 7              | 10.446 / 10.984                           | $1.078.385  |
| 15 settembre 2017 | Washington, D.C.  | Stati Uniti   | Capital One Arena                 | 6 ; 7              | 12.136 / 13.395                           | $1.001.633  |
| 16 settembre 2017 | Filadelfia        | Stati Uniti   | Wells Fargo Center                | 6 ; 7              | 8.781 / 11.764                            | $715.129    |
| 19 settembre 2017 | Columbus          | Stati Uniti   | Schottenstein Center              | 6 ; 7              | 9.850 / 12.437                            | $623.740    |
| 20 settembre 2017 | Indianapolis      | Stati Uniti   | Bankers Life Fieldhouse           | 6 ; 7              | 10.853 / 11.592                           | $702.018    |
| 24 settembre 2017 | Saint Paul        | Stati Uniti   | Xcel Energy Center                | 6 ; 7              | 13.243 / 13.795                           | $1,043,627  |
| 26 settembre 2017 | Kansas City       | Stati Uniti   | Sprint Center                     | 6 ; 7              | 9.439 / 10.073                            | $746.571    |
| 27 settembre 2017 | Lincoln           | Stati Uniti   | Pinnacle Bank Arena               | 6 ; 7              | 10.442 / 10.950                           | $661.139    |
| 29 settembre 2017 | Denver            | Stati Uniti   | Pepsi Center                      | 6 ; 7              | 12.671 / 13.205                           | $1.226.637  |
| 2 ottobre 2017    | Edmonton          | Canada        | Rogers Place                      | 7 ; 8              | N.D.                                      | N.D.        |
| 5 ottobre 2017    | Vancouver         | Canada        | Rogers Arena                      | 7 ; 8              | 14.903 / 14.903                           | $1.423.470  |
| 6 ottobre 2017    | Portland          | Stati Uniti   | Moda Center                       | 6 ; 7              | N.D.                                      | N.D.        |
| 8 ottobre 2017    | Oakland           | Stati Uniti   | Oracle Arena                      | 6 ; 7              | 12.065 / 12.065                           | $1.304.635  |
| 11 ottobre 2017   | Sacramento        | Stati Uniti   | Golden 1 Center                   | 6 ; 7              | 14.381 / 14.381                           | $1.263.582  |
| 13 ottobre 2017   | Anaheim           | Stati Uniti   | Honda Center                      | 6 ; 7              | N.D.                                      | N.D.        |
| 14 ottobre 2017   | Las Vegas         | Stati Uniti   | T-Mobile Arena                    | 6 ; 7              | 12.381 / 12.717                           | $1.065.378  |
| 17 ottobre 2017   | Houston           | Stati Uniti   | Toyota Center                     | 6 ; 7              | 9.624 / 9.624                             | $853.030    |
| 19 ottobre 2017   | San Antonio       | Stati Uniti   | AT&T Center                       | 6 ; 7              | N.D.                                      | N.D.        |
| 21 ottobre 2017   | Tulsa             | Stati Uniti   | BOK Center                        | 6 ; 7              | N.D.                                      | N.D.        |
| 24 ottobre 2017   | Miami             | Stati Uniti   | American Airlines Arena           | 6 ; 7              | N.D.                                      | N.D.        |
| 28 ottobre 2017   | Columbia          | Stati Uniti   | Colonial Life Arena               | 6 ; 7              | N.D.                                      | N.D.        |
| 29 ottobre 2017   | Nashville         | Stati Uniti   | Bridgestone Arena                 | 6 ; 7              | 15.987 / 15.987                           | $1.184.120  |
| 1º novembre 2017  | Detroit           | Stati Uniti   | Little Caesars Arena              | 6 ; 7              | N.D.                                      | N.D.        |
| 2 novembre 2017   | Chicago           | Stati Uniti   | United Center                     | 6 ; 7              | N.D.                                      | N.D.        |
| Oceania           |                   |               |                                   |                    |                                           |             |
| 29 novembre 2017  | Auckland          | Nuova Zelanda | Spark Arena                       | 7 ; 8              | N.D.                                      | N.D.        |
| 2 dicembre 2017   | Sydney            | Australia     | Qudos Bank Arena                  | 7 ; 8              | 32.881 / 32.881                           | $3.051.370  |
| 3 dicembre 2017   | Sydney            | Australia     | Qudos Bank Arena                  | 7 ; 8              | 32.881 / 32.881                           | $3.051.370  |
| 6 dicembre 2017   | Brisbane          | Australia     | Brisbane Entertainment Centre     | 7 ; 8              | 11.431 / 11.431                           | $1.062.510  |
| 8 dicembre 2017   | Melbourne         | Australia     | Rod Laver Arena                   | 7 ; 8              | 26.539 / 26.539                           | $2.511.580  |
| 9 dicembre 2017   | Melbourne         | Australia     | Rod Laver Arena                   | 7 ; 8              | 26.539 / 26.539                           | $2.511.580  |
| 11 dicembre 2017  | Adelaide          | Australia     | Adelaide Entertainment Centre     | 7 ; 8              | N.D.                                      | N.D.        |
| 14 dicembre 2017  | Perth             | Australia     | Perth Arena                       | 7 ; 8              | 10.737 / 11.295                           | $944.664    |
| Totale            | Totale            | Totale        | Totale                            | Totale             | 949.404 / 996.304                         | $77.219.894 |

## Cancellazioni
| Data            | Città        | Stato        | Luogo            | Causa                 |
| Nord America    | Nord America | Nord America | Nord America     | Nord America          |
| --------------- | ------------ | ------------ | ---------------- | --------------------- |
| 31 maggio 2017  | Québec       | Canada       | Vidéotron Centre | Avvelenamento da cibo |
| 25 ottobre 2017 | Orlando      | Stati Uniti  | Amway Center     | Sconosciuta           |